# Ратае (община Враня)
Ратае или Ратай (на сръбски: Ратаје или Rataje) е село в Югоизточна Сърбия, Пчински окръг, Град Враня, община Враня.

## География
Селото се намира във Вранската котловина. Основно е разположено край левия бряг на Преображенската река, близо до вливането и в река Южна Морава. Отстои на 10 км южно от окръжния и общински център Враня, на 1,8 км западно от село Александровац, на 1,8 км северно от село Църни Луг на 2,5 км югоизточно от село Павловац.

## История
Първоначално Ратае е разположено в местността Селище източно от днешното село. Впоследствие жителите му се преселват при имотите си край Южна Морава. Към 1903 г. селото се състои от 6 махали – Воиновска, Сирминска, Чивлучка, Караджинска, Яшунска и Милошевска и има 95 къщи.
При избухването на Балканската война в 1912 година един човек от Ратай е доброволец в Македоно-одринското опълчение.
По време на Първата световна война селото е във военновременните граници на Царство България, като административно е част от Вранска околия на Врански окръг и е център на Ратайската община.
По време на българското управление в Поморавието в годините на Втората световна война, Стефан Рус. Банов от Бреница е български кмет на Ратае от 5 септември 1941 година до 15 октомври 1943 година.

## Население
Според преброяването на населението от 2011 г. селото има 557 жители.

### Етнически състав
Данните за етническия състав на населението са от преброяването през 2002 г.
- сърби – 619 жители (99,83%)
- македонци – 1 жител (0,16%)

## Личности
Родени в Ратае
- Иван Г. Василев (1890 – ?), македоно-одрински опълченец, 4 рота на 3 солунска дружина[8]